# Copa do Mundo de Esqui Alpino de 1971
A Copa do Mundo de Esqui Alpino de 1971 foi a quinta edição da Copa do Mundo, ela foi iniciada em dezembro de 1970  na Itália e finalizada em março de 1971 na Suécia
o italiano Gustav Thöni venceu no masculino, enquanto no feminino a austríaca Annemarie Pröll.

## Calendário

### Legenda
| DH | downhill     |
| GS | giant slalom |
| SL | slalom       |

### Masculino
| Corrida' | Data        | Local                       | Evento | Campeão              | Segundo              | Terceiro             |
| 1        | 13 Dec 1970 | Sestriere, Italy            | DH     | Henri Duvillard      | Bernard Orcel        | Karl Schranz         |
| 2        | 17 Dec 1970 | Val d'Isère, France         | GS     | Patrick Russel       | Jean-Noël Augert     | Gustav Thöni         |
| 3        | 20 Dec 1970 | Val d'Isère, France         | DH     | Karl Cordin          | Bernard Orcel        | Karl Schranz         |
| 4        | 5 Jan 1971  | Berchtesgaden, West Germany | GS     | Edmund Bruggmann     | Patrick Russel       | David Zwilling       |
| 5        | 6 Jan 1971  | Berchtesgaden, West Germany | SL     | Jean-Noël Augert     | Heinrich Messner     | Max Rieger           |
| 6        | 9 Jan 1971  | Madonna di Campiglio, Italy | GS     | Henri Duvillard      | Patrick Russel       | Gustav Thöni         |
| 7        | 10 Jan 1971 | Madonna di Campiglio, Italy | SL     | Gustav Thöni         | Jean-Noël Augert     | Patrick Russel       |
| 8        | 16 Jan 1971 | St. Moritz, Switzerland     | DH     | Walter Tresch        | Bernhard Russi       | Andreas Sprecher     |
| 9        | 17 Jan 1971 | St. Moritz, Switzerland     | SL     | Tyler Palmer         | Harald Rofner        | Gustav Thöni         |
| 10       | 18 Jan 1971 | Adelboden, Switzerland      | GS     | Patrick Russel       | Gustav Thöni         | Henri Duvillard      |
| 11       | 24 Jan 1971 | Kitzbühel, Austria          | SL     | Jean-Noël Augert     | Alain Penz           | Harald Rofner        |
| 12       | 29 Jan 1971 | Megève, France              | DH     | Jean-Daniel Dätwyler | Bernard Orcel        | Walter Tresch        |
| 13       | 30 Jan 1971 | Megève, France              | SL     | Jean-Noël Augert     | Gustav Thöni         | Christian Neureuther |
| 14       | 31 Jan 1971 | Megève, France              | DH     | Bernhard Russi       | Franz Vogler         | Michael Dätwyler     |
| 15       | 7 Feb 1971  | Mürren, Switzerland         | SL     | Jean-Noël Augert     | Tyler Palmer         | Patrick Russel       |
| 16       | 13 Feb 1971 | Mont St. Anne, Canada       | GS     | Bernhard Russi       | Edmund Bruggmann     | Werner Bleiner       |
| 17       | 14 Feb 1971 | Mont St. Anne, Canada       | SL     | Patrick Russel       | Gustav Thöni         | Alain Penz           |
| 18       | 18 Feb 1971 | Sugarloaf, USA              | DH     | Bernhard Russi       | Henri Duvillard      | Stefano Anzi         |
| 19       | 19 Feb 1971 | Sugarloaf, USA              | DH     | Stefano Anzi         | Karl Cordin          | Gustav Thöni         |
| 20       | 21 Feb 1971 | Sugarloaf, USA              | GS     | Gustav Thöni         | Edmund Bruggmann     | Henri Duvillard      |
| 21       | 25 Feb 1971 | Heavenly Valley, USA        | SL     | Gustav Thöni         | Christian Neureuther | Tyler Palmer         |
| 22       | 27 Feb 1971 | Heavenly Valley, USA        | GS     | Gustav Thöni         | Henri Duvillard      | Sepp Heckelmiller    |
| 23       | 13 Mar 1971 | Åre, Sweden                 | GS     | David Zwilling       | Sepp Heckelmiller    | Patrick Russel       |
| 24       | 14 Mar 1971 | Åre, Sweden                 | SL     | Jean-Noël Augert     | Gustav Thöni         | Edmund Bruggmann     |

### Feminino
| Corrida | Data        | Local                     | Evento | Campeã              | Segundo             | 'Terceiro           |
| 1       | 12 Dec 1970 | Bardonecchia, Itália      | DH     | Françoise Macchi    | Annemarie Pröll     | Isabelle Mir        |
| 2       | 16 Dec 1970 | Val d'Isère, França       | SL     | Betsy Clifford      | Florence Steurer    | Wiltrud Drexel      |
| 3       | 19 Dec 1970 | Val d'Isère, França       | DH     | Isabelle Mir        | Wiltrud Drexel      | Michèle Jacot       |
| 4       | 4 Jan 1971  | Maribor, Yugoslavia       | SL     | Annemarie Pröll     | Bernadette Rauter   | Barbara Ann Cochran |
| 5       | 5 Jan 1971  | Maribor, Yugoslavia       | GS     | Françoise Macchi    | Gertrude Gabl       | Annemarie Pröll     |
| 6       | 8 Jan 1971  | Oberstaufen, West Germany | GS     | Michèle Jacot       | Britt Lafforgue     | Jocelyn Périllat    |
| 7       | 9 Jan 1971  | Oberstaufen, West Germany | SL     | Michèle Jacot       | Gertrude Gabl       | Jocelyn Périllat    |
| 8       | 14 Jan 1971 | Grindelwald, Switzerland  | SL     | Britt Lafforgue     | Michèle Jacot       | Danièle Debernard   |
| 9       | 20 Jan 1971 | Schruns, Austria          | DH     | Michèle Jacot       | Françoise Macchi    | Wiltrud Drexel      |
| 10      | 21 Jan 1971 | Schruns, Austria          | SL     | Betsy Clifford      | Britt Lafforgue     | Wiltrud Drexel      |
| 11      | 28 Jan 1971 | Pra Loup, France          | DH     | Wiltrud Drexel      | Annemarie Pröll     | Jacqueline Rouvier  |
| 12      | 29 Jan 1971 | St. Gervais, France       | SL     | Annemarie Pröll     | Barbara Ann Cochran | Rosi Mittermaier    |
| 13      | 4 Feb 1971  | Mürren, Switzerland       | SL     | Britt Lafforgue     | Florence Steurer    | Danièle Debernard   |
| 14      | 12 Feb 1971 | Mont St. Anne, Canada     | GS     | Isabelle Mir        | Jacqueline Rouvier  | Françoise Macchi    |
| 15      | 13 Feb 1971 | Mont St. Anne, Canada     | SL     | Marilyn Cochran     | Barbara Ann Cochran | Wiltrud Drexel      |
| 16      | 18 Feb 1971 | Sugarloaf, USA            | DH     | Annemarie Pröll     | Jacqueline Rouvier  | Isabelle Mir        |
| 17      | 19 Feb 1971 | Sugarloaf, USA            | DH     | Annemarie Pröll     | Jacqueline Rouvier  | Annie Famose        |
| 18      | 20 Feb 1971 | Sugarloaf, USA            | GS     | Michèle Jacot       | Annemarie Pröll     | Rosi Mittermaier    |
| 19      | 24 Feb 1971 | Heavenly Valley, USA      | SL     | Barbara Ann Cochran | Betsy Clifford      | Annemarie Pröll     |
| 20      | 26 Feb 1971 | Heavenly Valley, USA      | GS     | Barbara Ann Cochran | Karen Budge         | Isabelle Mir        |
| 21      | 10 Mar 1971 | Abetone, Italy            | GS     | Annemarie Pröll     | Michèle Jacot       | Françoise Macchi    |
| 22      | 11 Mar 1971 | Abetone, Italy            | GS     | Annemarie Pröll     | Françoise Macchi    | Gertrude Gabl       |
| 23      | 13 Mar 1971 | Åre, Sweden               | GS     | Annemarie Pröll     | Marilyn Cochran     | Gertrude Gabl       |